# Aniba muca
Aniba muca är en lagerväxtart som först beskrevs av R. & P., och fick sitt nu gällande namn av Carl Christian Mez. Aniba muca ingår i släktet Aniba och familjen lagerväxter. Inga underarter finns listade i Catalogue of Life.